# Erik Dahlhielm
Johan Erik Fredrik Dahlhielm, född 1 mars 1880 i Jönköping, död 1955, var en svenskamerikansk tidningsredaktör.
Erik Dahlhielm var son till redaktören Johan August Dahlhielm. Han genomgick folkskola och var elev vid Jönköpings högre allmänna läroverk 1890-1897 och Johannelunds missionsinstitut 1898-1901. Han emigreade därefter till USA mars 1902 och var anställd vid missionsförsamlingarna i Braham, Minnesota 1902-1903 och Red Oak, Iowa 1903-1905. Dahlhielm var redaktör för Svenska pressen i Omaha, Nebraska 1905-1907. Han var 1907-1908 anställd vid missionsförsamlingarna i Osage City, Kansas och i Kansas City, Missouri 1908-1910, samt redaktör för Minneapolis veckoblad 1910. Dahlhielm blev även ledamot och Nordvästerns missionsförenings styrelse och dess sekreterare 1912. Han var ledamot av styrelsen för Swedish Historical Society of America från 1915, av Svenska kulturförbundets Nord-västernavdelning från dess bildande och dess ordförande från 1927 samt ledamot av Svenska evangeliska missionsförbundets styrelse från 1927.